# Perfect Blue
Perfect Blue (パーフェクトブルー Pāfekuto Burū) là một phim điện ảnh anime kinh dị tâm lý được đạo diễn bởi Kon Satoshi và viết kịch bản bởi Murai Sadayuki, dựa trên tiểu thuyết Perfect Blue - Kanzen Hentai (パーフェクト・ブルー　完全変態 Pāfekuto Burū Kanzen Hentai) của Takeuchi Yoshikazu. Bộ phim đi theo Mima, một thành viên của nhóm nhạc thần tượng pop Nhật Bản, người đã quyết định rút lui khỏi âm nhạc để theo đuổi sự nghiệp diễn xuất. Khi cô trở thành một nạn nhân của sự rình rập và tiến sâu hơn và sâu hơn nữa vào vai diễn đầu tiên của cô ấy, cô bắt đầu mất đi những nhận thức của bản thân về những điều gì là thực và những điều gì tưởng tượng.

## Cốt truyện
Kirigoe Mima, ca sĩ chính của nhóm nhạc thần tượng J-pop tưởng tượng "CHAM", quyết định rời khỏi nhóm để trở thành một nữ diễn viên, tin tưởng rằng đời sống nhóm nhạc nữ thần tượng là một công việc mệt đừ. Vai diễn đầu tiên của cô trong một bộ phim truyền hình tội phạm có tên là "Double Bind" [Thông điệp kép]. Một số người hâm mộ đang buồn bã bởi sự thay đổi của cô trong sự nghiệp, bao gồm một kẻ theo dõi được biết đến với cái tên "Me-Mania". Một thời gian ngắn sau khi rời CHAM!, Mima nhận được một fax nặc danh gọi cô là một kẻ phản bội. Cô cũng tìm thấy một website được gọi là "Phòng của Mima", nơi có nhiều danh mục mô tả nhật ký công khai xác nhận là được viết bởi cô, nói về cuộc sống của cô rất chi tiết. Mima đưa ra website và gây được sự chú ý từ người quản lý của cô, cựu ngôi sao nhạc pop Hidaka Rumi, nhưng được khuyên nên bỏ qua nó.
Trong quá trình xây dựng cốt truyện của Double Bind, Mima thành công trong việc có được một vai diễn lớn. Tuy nhiên, các nhà sản xuất quyết định vai diễn của cô là một nạn nhân bị cưỡng hiếp trong một câu lạc bộ thoát y. Rumi cảnh báo Mima rằng nó sẽ làm hỏng danh tiếng của cô, nhưng Mima chấp nhận vai diễn này. Phân cảnh gây tổn thương tâm lý Mima (cũng như Rumi, người đã rời khỏi phòng chỉ đạo sản xuất trong sự bật khóc), và cô ấy ngày càng trở nên không thể phân biệt tính chân thực từ công việc của mình trong làng giải trí. Website đã gây ra sự kinh hãi tột cùng, không thể nói lên lời khi nó biết nhiều quá mức những điều kinh ngạc về thói quen mà chỉ mình cô giữ và áp lực từ danh tiếng CHAM xuất hiện bắt đầu trong sự lờ mờ lẩn khuất.
Một số người tham gia vào quá trình sản xuất bộ phim Double Bind, trong đó có nhà biên kịch và nhiếp ảnh gia của phim được tìm thấy đã bị giết. Mima tìm thấy bằng chứng làm cho cô trở thành một nghi can trong vụ giết người, và tinh thần bất ổn ngày càng tăng của cô khiến cô nghi ngờ sự vô tội của chính mình. Trong khi đó, Me-Mania liên tục lộ ra việc đứng ở giữa đội nhóm đoàn quay phim Double Bind, và nỗi ám ảnh hơn nữa của anh ta bị phát giác khi anh ta thừa nhận việc gửi những email theo tính cách thần tượng ngôi sao nhạc pop Mima thông qua website "Phòng của Mima". Đó chính là thời điểm mà sự chân thực bắt đầu bị phá vỡ cho người xem cũng như: trong một phân cảnh, Mima được tiết lộ bởi một cảnh sát tâm lý học là ảo tưởng phân chia nhân cách của một người phụ nữ tên là Takakura Yoko, chỉ đến khi đội nhóm đoàn quay phim Double Bind hét lên "Cut"; trong cảnh khác, Me-Mania cuối cùng đã giáp mặt và ráng sức hãm hiếp Mima, hắn chỉ dừng lại khi Mima đánh trúng vào đầu hắn bằng một cái búa, cú giáng làm gã đàn ông bất tỉnh. Rumi tìm thấy Mima phía sau hậu trường tức thì ngay sau đó, và khi cả hai trở lại trường quay thì máu và cơ thể của Me-Mania không thể bị tìm thấy trong cách sắp đặt trống rỗng ngay thời điểm đó. Căn nguyên này khiến Mima càng nghi ngờ hơn nữa về sự nhận thức trong tính chân thực của mình.
Rumi đề nghị lái xe đưa Mima trở về nhà. Khi đến nơi, Mima đã cố gắng gọi cho ông Tadokoro, nhưng ông đã không nhấc điện thoại, dường như ông cũng đã bị sát hại cùng với Me-Mania. Mima dừng cuộc gọi khi nhận ra rằng cô thực sự ở trong một căn hộ hoàn toàn khác biệt, trang trí giống hệt với căn hộ ngôi sao nhạc pop của chính cô vào đầu của bộ phim. Khi Mima chạm trán Rumi, quản lý của cô đang mặc một bản sao trang phục CHAM của Mima và trong một gãy nứt tâm lý với niềm tin tột độ rằng cô ta mới là "Mima thực sự"; Rumi trong thực tế là người giữ sổ sách phía sau "Phòng của Mima" và là một trong những người phạm tội giết người. Rumi tức giận khi Mima - người đã bị đau khổ từ chứng chia sẻ rối loạn tâm thần trong suốt bộ phim - đã làm hỏng danh tiếng của "Mima thực sự" và quyết định để lưu giữ hình ảnh thần tượng ngôi sao nhạc pop nguyên sơ của mình thông qua việc giết Mima "giả". Sau một cuộc rượt đuổi băng qua thành phố, Mima mặc cho làm bị thương chính bản thân nhằm chế ngự để vô hiệu Rumi trong sự tự vệ kinh hãi. Mima sau đó đã cứu Rumi khi một chiếc xe tải đang đột nhiên lao tới, chiếc xe có đèn pha khiến cô sai lầm cho rằng đó là ánh đèn sân khấu. Cả hai người suy sụp và gãy nát trong khi những người lái xe vận tải đang cố gọi xe cứu thương đến.
Mima, bây giờ là một nữ diễn viên tài năng, xuất hiện tại một bệnh viện tâm thần để thăm Rumi - người vẫn tin rằng mình là Mima. Ngay khi Mima rời khỏi, cô nghe lỏm được các nhân viên điều dưỡng tin rằng cô ấy là người giống Mima như đúc, đối với Mima sẽ không có lý do để ghé thăm. Mima bước vào xe của cô và nhìn vào gương chiếu hậu, xướng lên rằng "Tôi là người thật" và mỉm cười.

## Diễn viên lồng tiếng
| Nhân vật      | Tiếng Nhật      |
| ------------- | --------------- |
| Kirigoe Mima  | Iwao Junko      |
| Rumi          | Matsumoto Rika  |
| Tadokoro      | Tsuji Shinpachi |
| Me-Mania      | Ōkura Masaaki   |
| Tejima        | Akimoto Yōsuke  |
| Shibuya Takao | Shioya Yoku     |
| Sakuragi      | Hori Hideyuki   |
| Ochiai Eri    | Shinohara Emi   |
| Mureno        | Ebara Masashi   |
| Đạo diễn      | Yanada Kiyoyuki |
| Yatazaki      | Furusawa Tōru   |
| Yukiko        | Furukawa Emiko  |
| Rei           | Niiyama Shiho   |
| Doi Tadashi   | Suyama Akio     |
| Cham Manager  |                 |

## Sản xuất
Ban đầu bộ phim được cho sẽ là một live-action trực tiếp tiến tới loạt series video, nhưng sau Động đất Kobe 1995 đã phá hủy xưởng sản xuất phim, và ngân sách cho bộ phim bị cắt giảm để thành một OVA. Otomo Katsuhiro người được ghi nhận là "giám sát viên đặc biệt" để giúp bộ phim bán ra nước ngoài, và kết quả là bộ phim được trình chiếu tại nhiều liên hoan phim trên thế giới. Trong khi lưu diễn thế giới, nó đã nhận được một số tiền hợp lý của sự hoan nghênh, cú bật nhảy bắt đầu cho sự nghiệp của Kon Satoshi trong vai trò một nhà làm phim.
Kon Satoshi và Murai không nghĩ rằng cuốn tiểu thuyết gốc sẽ làm cho một bộ phim hay và hỏi nếu họ có thể thay đổi nội dung. Sự thay đổi này đã được phê duyệt, miễn là họ giữ một vài trong số những khái niệm ban đầu từ tiểu thuyết. Một live-action Perfect Blue: Yume Nara Samete đã được làm sau đó (phát hành năm 2002), gần gũi hơn với tiểu thuyết. Phiên bản này được đạo diễn bởi Satō Toshiki từ kịch bản phim của Imaoka Shinji và Kobayashi Masahiro.
Giống như nhiều tác phẩm sau này của Kon Satoshi, như Paprika, các bộ phim thỏa thuận với sự lờ mờ lằn ranh giữa sự ảo tưởng và tính đời thực bên trong Nhật Bản đương đại.

## Phát hành và quảng bá
Perfect Blue phát hành ở Hoa Kỳ bởi Manga Entertainment trên VHS năm 1999, trên cả hai phiên bản: là phiên bản đánh giá R và phiên bản uncut ban đầu chưa xếp loại của nó. Sau đó, nó được phát hành muộn hơn trong năm 2000 trong chỉ một DVD phát hành chưa xếp loại độ tuổi. Bộ phim điện ảnh cũng đã được phát hành trên UMD của Anchor Bay Entertainment vào 6/12/2005. Nó nổi bật với những bộ phim trong rạp chiếu phim màn ảnh rộng, cho phép bộ phim lưu giữ trong phạm vi các thanh màu đen trên màn ảnh 16:9 của PSP. Phiên bản này cũng không chứa các tính năng đặc biệt và chỉ có các track âm thanh tiếng Anh.
Tại U.S, Perfect Blue được phát sóng trên mạng truyền hình cáp Encore và được mô tả trên kênh khoa học viễn tưởng Sci Fi Channel ngày 10/12/2007 như một phần của khuôn dạng Anti-Monday của nó. Ở Australia, Perfect Blue được phát sóng trên SBS Television Network vào 12/4/2008 và một số lần trước đây khoảng giữa năm 2007 trong một khoảng thời gian tương tự.

## Phân tích
Susan Napier sử dụng Feminist film theory (học thuyết nam nữ bình quyền) để phân tích bộ phim, phát biểu rằng: "Perfect Blue thông báo mối bận tâm của nó với nhận thức, tính nhận dạng và sự diễn xuất - đặc biệt là trong sự giao thiệp tới phụ nữ - ngay từ đoạn mở đầu của nó. Nhận thức về thực tại không thể được tin cậy, với các thiết lập hiệu ứng hình ảnh chỉ để không phải trở thành thực tế, đặc biệt là cao trào bộc lộ sâu thẳm tâm lý theo hướng tột cùng. Napier cũng nhận ra những chủ đề liên quan tới pop idols và cuộc diễn xuất của họ như sự tác động cái nhìn chằm chằm và các vấn đề về vai trò của họ. Kết quả chứng rồ dại của Mima đến từ tính chất chủ quan của chính cô ấy và công kích vào sự nhận diện của cô. Các mối liên kết tới tác phẩm của Alfred Hitchcock được bể vỡ với các vụ ám sát trong sự kiểm soát đàn ông của cô ấy. Otaku miêu tả phim như "nghệ thuật phê bình xã hội tiêu dùng của Nhật Bản đương đại".

## Đón nhận
Bộ phim được giới phê bình đón nhận ở các liên hoan phim, chiến thắng giải Fantasia Festival năm 1997 tại Montréal và Liên hoan phim Fantasporto ở Bồ Đào Nha.
Các phản ứng phê bình tại Hoa Kỳ theo bản phát hành của nó là lẫn lộn, hỗn hợp. Bộ phim giữ một đánh giá phê chuẩn 68% trên Rotten Tomatoes, với sự đồng thuận nói "Perfect Blue là quá cách điệu hóa, nhưng cái bí ẩn cốt lõi của nó luôn luôn là hấp dẫn, như là những nghệ thuật sân khấu trực quan". Một số nhà phê bình liên tưởng nó với khuôn mẫu anime chung của quan hệ tình dục cho không và bạo lực. Kon Satoshi đáp lại những lời chỉ trích này bằng cách nói rằng ông tự hào là một nhà làm phim hoạt hình và Perfect Blue là nhiều chi tiết thú vị như animation.
Time đã bao hàm bộ phim trong danh sách top #5 anime DVD hàng đầu của nó, và Terry Gilliam - trong đó Kon là một người hâm mộ, đã đưa nó vào danh sách năm mươi bộ phim hoạt hình hàng đầu của ông. Perfect Blue xếp hạng top #25 trong các phim hoạt hình hay nhất mọi thời đại của Total Film. Nó cũng có trong danh sách cho những phim tốt nhất không bao giờ nhìn thấy từ 1991-2011 của  Entertainment Weekly.
Giống như nhiều phim điện ảnh sau này của Kon Satoshi, như Paprika, các bộ phim thỏa thuận với sự lờ mờ lằn ranh giữa sự ảo tưởng và tính đời thực bên trong Nhật Bản đương đại.

## Ảnh hưởng
Madonna phối hợp nhiều clip từ bộ phim vào bên trong một bản remix bài hát của cô là "What It Feels Like for a Girl", giống như một tiết mục video chuyển tiếp trong khoảng thời gian Drowned World Tour năm 2011.
Năm 2010, Darren Aronofsky đã thừa nhận có những sự tương đồng giữa Perfect Blue và bộ phim của ông là Requiem for a Dream cũng như Thiên nga đen. Một sự tiếp nhận phát hành blog đã đề cập phim của Darren Aronofsky là Requiem for a Dream giống như một trong số các bản danh sách những phim của Kon Satoshi mà ông đã xem cho năm đó. Trong một sự bổ sung, Kon viết trên blog về việc gặp mặt giữa ông ấy và Aronofsky trong năm 2001.